# Choppy Warburton

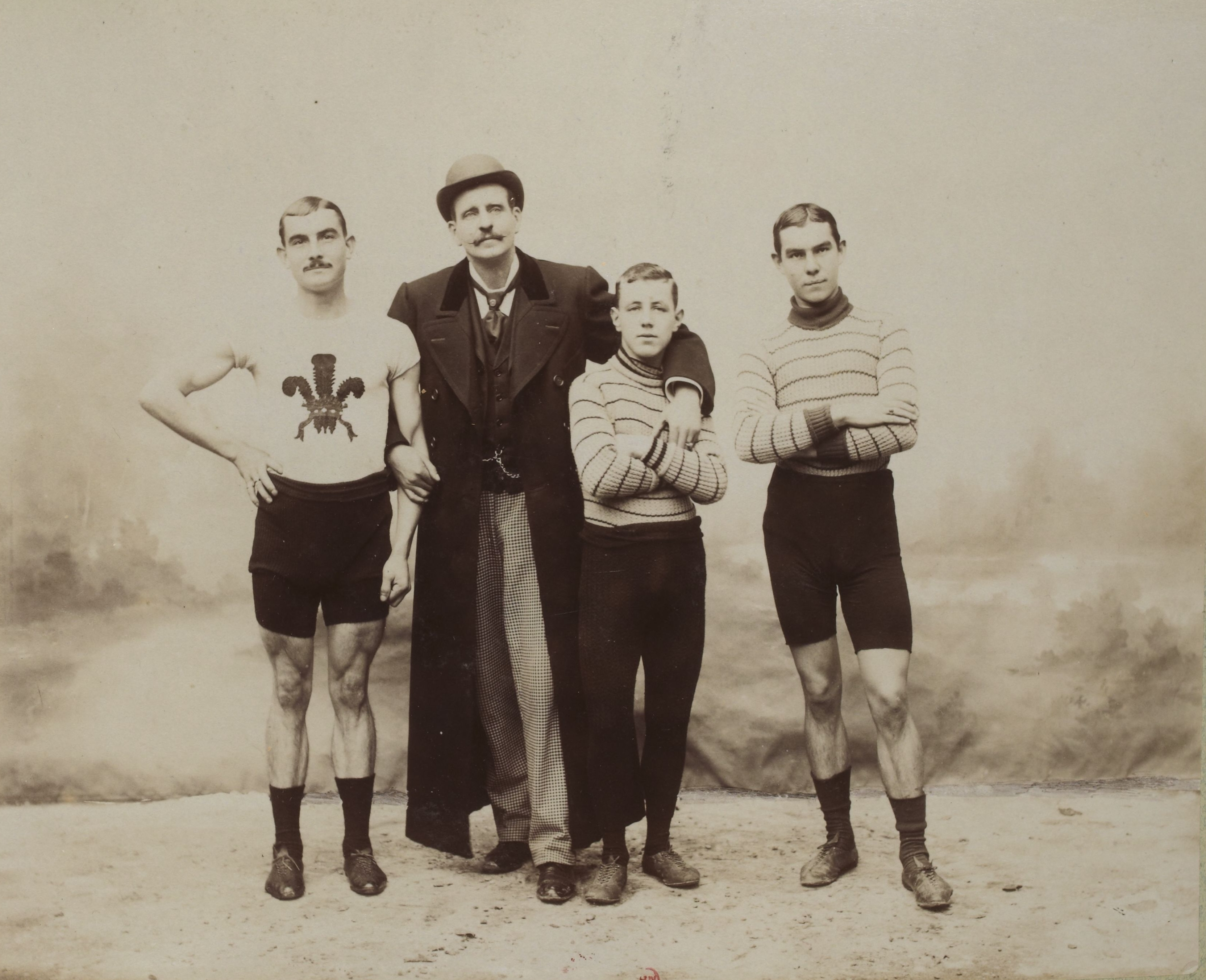
Choppy Warburton (2. v. l.) mit seinen Schützlingen Arthur Linton (l.), Jimmy Michael (2. v. r.) und Tom Linton

James Edward „Choppy“ Warburton (* 13. November 1845 in Haslingden, Lancashire; † 18. Dezember 1897 in Wood Green) war ein britischer Langstreckenläufer, Radsportmanager und -trainer. Er war berüchtigt für seine Dopingpraktiken.

## Jugend und Läufer-Karriere
Choppy Warburton war das älteste Kind von 13 Kindern eines Webers. Schon im Alter von acht Jahren musste auch er zum Familieneinkommen durch die Arbeit bei der „Hutch Bank Cotton Mill“ beitragen. Der Besitzer der Weberei erkannte Warburtons athletisches Talent und begann, ihn als Läufer zu fördern. Im Alter von 17 Jahren begann er mit dem systematischen Training im Mittel- und Langstreckenlauf, aber es dauerte bis zum Alter von 28 Jahren, dass er nationale Erfolge errang. Als Amateur war er weiterhin fünfeinhalb Tage in der Woche in der Weberei tätig. Mit 34 Jahren wurde Warburton Lauf-Profi, nachdem er geheiratet hatte und Vater eines Sohnes geworden war. Während seiner aktiven Karriere, während der er auch in den USA startete, gewann er mehrere hundert Rennen. Seine größten Erfolge stellten der englische Meistertitel im Jahre 1879 über vier Meilen, der anschließend 14 Jahre bestehende Landesrekord über 20 Meilen aus dem Jahr 1880 und seine Siege in den Matches gegen den damals schnellsten US-Amerikaner Patrick Byrnes Anfang der 1880er Jahre dar. Sein letztes Rennen war ein Veteranen-Rennen am 28. November 1892, bei dem er aber disqualifiziert wurde, weil er ein falsches Alter angegeben hatte.

## Trainer und Manager
1877 übernahm Choppy Warburton den Pub „Fisher’s Arms“ in Blackburn. Von Anfang der 1890er Jahre an betätigte er sich als sportlicher Manager und Betreuer, so wurde er 1893 offizieller Trainer beim Machester Athletic Club. Bald galt er als schillernde, wenn nicht gar berüchtigte Figur im Radsport. Seine populärsten Schützlinge waren die drei Radrennfahrer Jimmy Michael, Tom und Arthur Linton, die alle drei aus demselben walisischen Bergbauort, Aberaman, stammten. Michael wurde 1895 in Köln Weltmeister der Steher, und Arthur Linton gewann 1896 Bordeaux–Paris. Auch betreute Warburton Albert Champion, der 1899 Paris–Roubaix gewann und 1904 französischer Stehermeister wurde. Warburton betreute auch eine Radrennfahrerin, die unter dem Namen „Mademoiselle Lisette“ 1896 in Paris ein Rennen über 100 Kilometer gewonnen hatte.

## Doping

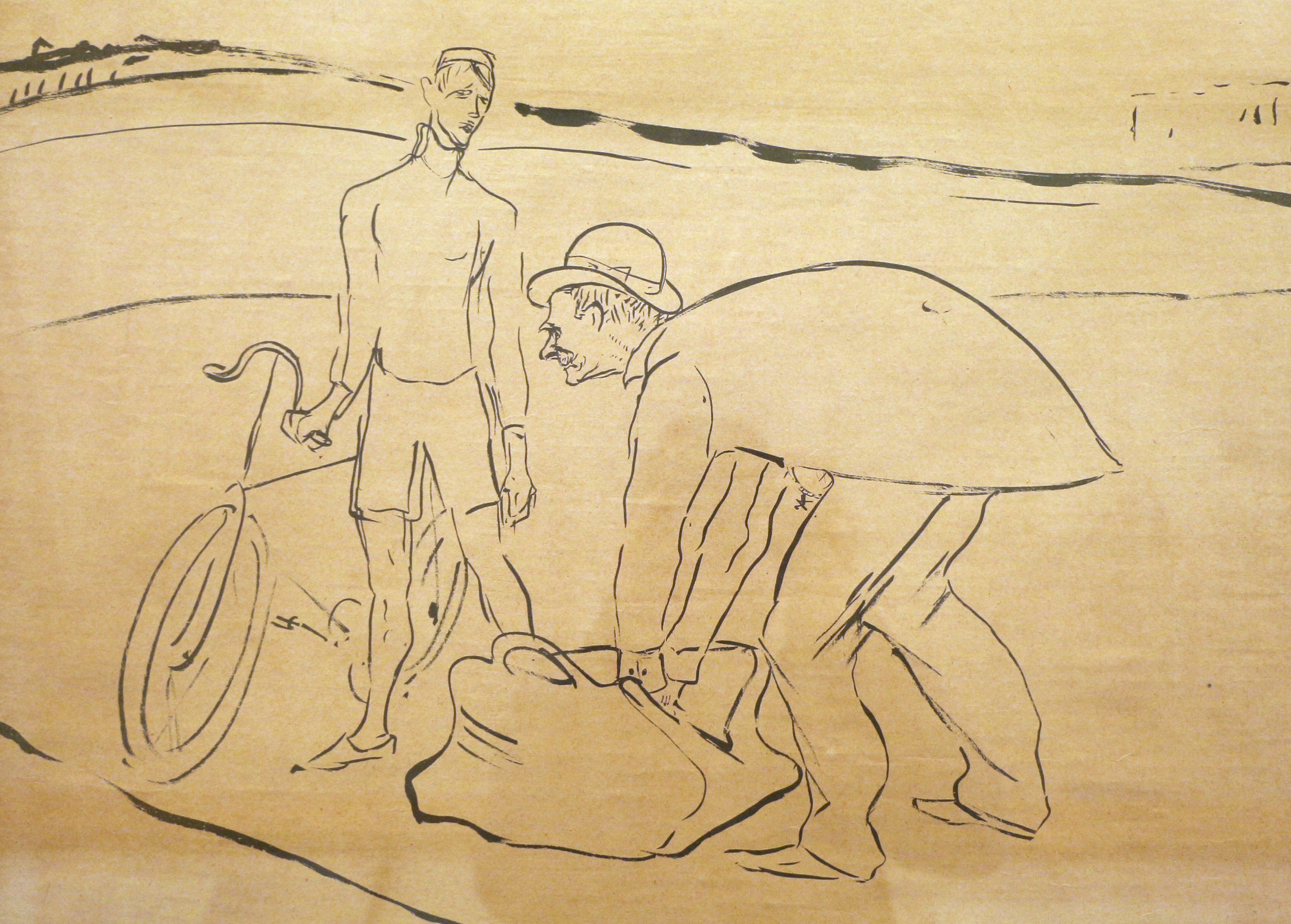
Jimmy Michael und Choppy Warburton auf einer Zeichnung von Toulouse-Lautrec (1896)

Warburtons Erfolg als Betreuer wurde einerseits auf eine „geradezu staunenerregende Sicherheit in der Beurtheilung der Fähigkeiten eines Rennfahrers“, aber auch auf seine Künste als „Giftmischer“ von „Zaubertränken“ (sie sollen Strychnin und Arsen enthalten haben) zurückgeführt, die er in kleinen schwarzen Flaschen bei sich trug. Jimmy Michael beschuldigte Warburton später ihn „vergiftet“ zu haben; er hatte bei einem Rennen einen Zusammenbruch erlitten, sich wieder aufs Rad gesetzt und war in der falschen Richtung weitergefahren. Dabei soll es sich um eine andere Art „Doping“ gehandelt haben: Michael wollte sich einen anderen Manager nehmen, der ihn in die USA vermitteln wollte, und Warburton soll ihn absichtlich langsam gemacht haben. Linton wiederum soll sich nach seinem Sieg bei Paris-Bordeaux im Jahre 1896 seltsam verhalten und glasige Augen gehabt haben.
Alle seine Sportler, die Lintons, Jimmy Michael sowie Albert Champion starben in jungen Jahren, und bis heute ranken sich Gerüchte um diese Todesfälle, inwieweit Doping dabei eine Rolle gespielt haben könnte. Arthur Linton starb am 23. Juni 1896, wahrscheinlich an Typhus; denkbar ist, dass sein Immunsystem durch Doping beeinträchtigt war. Sein Bruder Tom starb 1915 in Paris, ebenfalls an Typhus. Michael starb (wahrscheinlich im Delirium tremens) während einer Atlantik-Überquerung auf einem Schiff. Albert Champion, der nach seiner Radsport-Karriere erfolgreicher Unternehmer wurde, erlag im Alter von 49 Jahren einem Herzanfall.

## Tod in London
Warburton trennte sich von allen seinen Schützlingen im Streit. Er selbst erlitt 1897 im Alter von 51 Jahren einen Herzstillstand auf der Londoner „Wood Green“-Radrennbahn, nachdem er kurz zuvor Hausverbot auf allen britischen Bahnen bekommen hatte. Henri de Toulouse-Lautrec bildete ihn auf einem Reklameplakat für „Simpson“-Fahrradketten ab.